# Haricot tépari
Phaseolus acutifolius
Pour les articles homonymes, voir haricot (homonymie).
Espèce
Classification phylogénétique
Le haricot tépari (Phaseolus acutifolius) est une espèce de plantes à fleurs de la famille des légumineuses (Fabaceae). C'est une plante herbacée originaire du sud de l'Amérique du Nord et cultivé depuis l'époque précolombienne par les populations amérindiennes.
Le nom « tépari » serait emprunté à l'espagnol mexicain, lui-même emprunté au ópata, eudeve ou o'odham (tribus uto-aztèques du désert de Sonora et de l'Arizona) t'pawi « c'est un haricot ». Il porte aussi le nom de xmayum chez les Mayas et d'escomite au Mexique[Quoi ?].

## Aspects botaniques

### Taxonomie
Sous-espèces :
- Phaseolus acutifolius var. acutifolius A.Gray
- Phaseolus acutifolius var. latifolius F.L.Freeman

### Distribution
Le haricot tépari est spontané dans le sud de l'Amérique du Nord, aux États-Unis dans les États du Texas, du Nouveau-Mexique et de l'Arizona, et au Mexique dans les États de Basse-Californie, Chihuahua, Durango, Guerrero, Jalisco, Michoacán, Oaxaca, Sinaloa et Sonora.
L'espèce a été introduite pour la culture dans d'autres régions d'Amérique centrale ainsi qu'en Afrique, en Asie (Inde, Kazakhstan,  Kirghizstan) Australie. Il est également cultivé dans certaines régions d'Europe orientale (Russie et Ukraine).
Le haricot tépari est une espèce adaptée aux régions arides et supportant aussi bien la sécheresse que la chaleur. Il s'accommode d'une pluviométrie annuelle de 500 mm. C'est une plante qui est plus tolérante à la salinité que le haricot commun.

## Culture

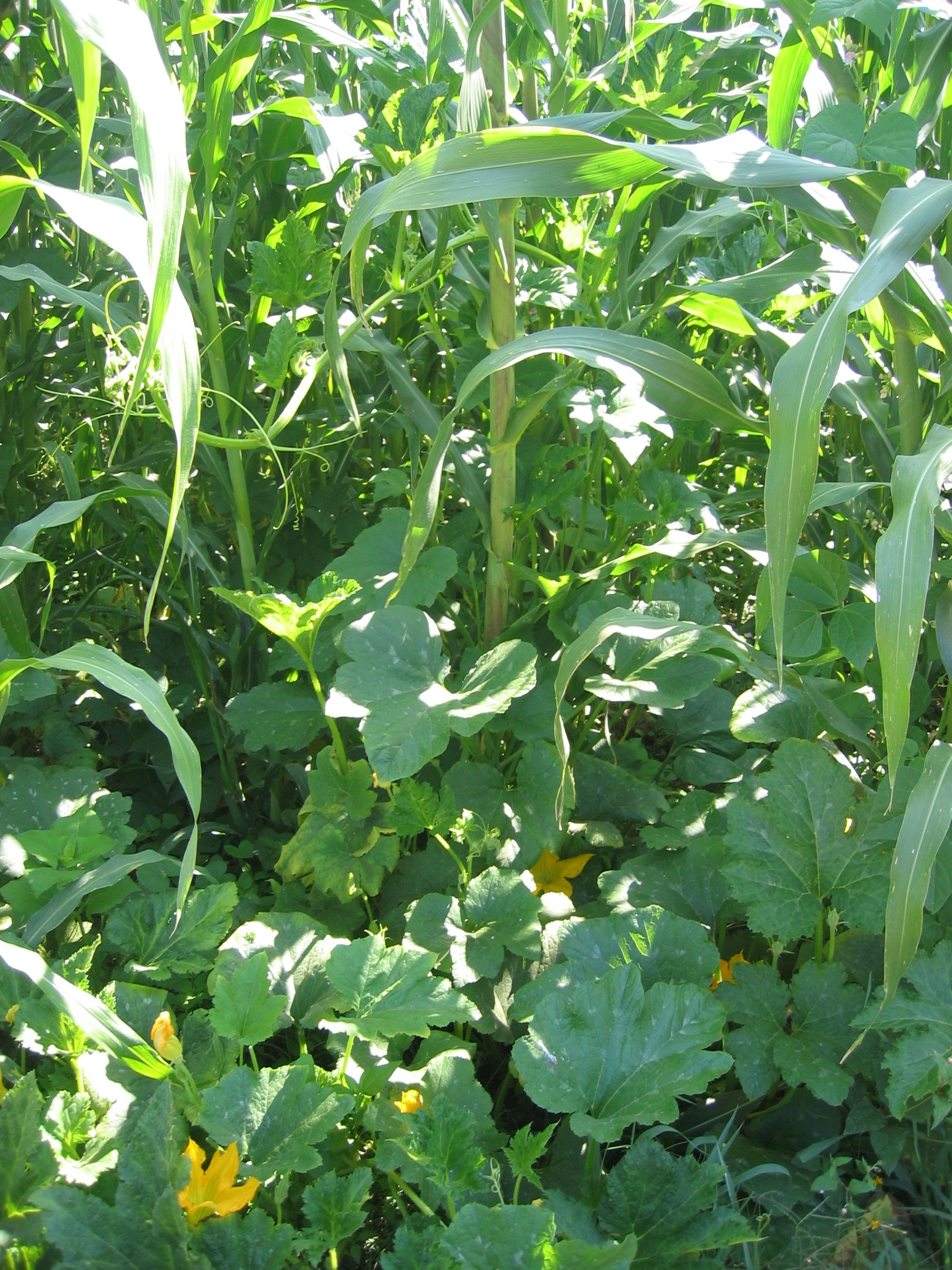
Association culturale traditionnelle courge-haricot-maïs dans la milpa amérindienne

C'est une plante plus résistante à la sècheresse que le haricot commun (Phaseolus vulgaris) et son enracinement est profond. Le haricot tépari est cultivée dans des conditions semi-désertiques de l'Arizona au Mexique et au Costa Rica. Ses besoins en eau sont limités, la plante étant capable de croître dans des zones recevant moins de 400 mm de pluie. Elle a été récemment introduite en culture sur le continent africain.
Les variétés cultivées sont à cycles courts avec récolte des grains 60 à 80 jours après le semis.
Les gousses éclatent à maturité, il est donc préférable de les récolter avant, d'arracher les plants et de les faire sécher

## Variétés
- Black, à grains noirs proche des variétés historiques,
- Blue Speckled, beige bleuté originaire des hauts plateaux mexicains,
- Cocopaw Brown et Cocopaw white, à grains bruns mouchetés et à grains blanc, cultivés par le peuple Cocopah,
- Paiute White et paiute Yellow, variétés du sud de l'Utah près de la rivière Santa Clara,
- Pinacrate, variété aux grains bronze de la région très sèche de la Sierra el Pinacrate,
- San Pablo Balleza, variété originaire de la province mexicaine de Chihuahua,
- Yome, à grains beiges, cultivé par le peuple Yome[1].

## Utilisation
Ils[Qui ?] se consomment en grain ou en farine et le reste de la plante est donné au bétail.
Les haricots téparis se préparent comme les autres haricots secs, avec un trempage préalable à la cuisson.
Certains Amérindiens prépareraient ces haricots secs en les faisant griller avant de les moudre et de les mélanger à de l'eau pour les consommer.
Des études récentes réalisées aux États-Unis et au Mexique montrent que la lectine et d'autres constituants des haricots téparis pourraient se révéler utiles pour le traitement du cancer par chimiothérapie ; des recherches complémentaires sont toutefois nécessaires pour le confirmer.